# Wucheng (köping i Kina, Jiangsu)
Wucheng (kinesiska: 吴城, 吴城镇) är en köping i Kina. Den ligger i provinsen Jiangsu, i den östra delen av landet, omkring 160 kilometer norr om provinshuvudstaden Nanjing. Antalet invånare är 22001. Befolkningen består av 11 482 kvinnor och 10 519 män. Barn under 15 år utgör 21,0 %, vuxna 15-64 år 62 %, och äldre över 65 år 16,0 %.
Genomsnittlig årsnederbörd är 1 270 millimeter. Den regnigaste månaden är juli, med i genomsnitt 280 mm nederbörd, och den torraste är januari, med 23 mm nederbörd.